# Nostalgie (film)
Pour les articles homonymes, voir Nostalgie.
Pour plus de détails, voir Fiche technique et Distribution.
Nostalgie est un film français réalisé par Victor Tourjanski, sorti en 1938. 
C'est une comédie dramatique adaptée de l'œuvre d'Alexandre Pouchkine, sur un scénario de Jacques Companeez.

## Fiche technique
- Réalisation : Victor Tourjanski
- Scénario : Jacques Companeez d'après Alexandre Pouchkine
- Photographie : Charles Bauer, Robert Lefebvre
- Musique : Michel Michelet
- Montage : Christian Gaudin, Jean Oser
- Société de production : Les Films Excelsior
- Pays :  France
- Format : Son mono - Noir et blanc - 35 mm  - 1,37:1
- Genre :  comédie dramatique
- Durée : 97 minutes
- Date de sortie : 
  - France - 3 mars 1938

## Distribution
- Harry Baur : Virine, le maitre de poste
- Janine Crispin : Dounia, sa fille
- George Rigaud : lieutenant André Minsky
- Charles Dechamps : le colonel Raditch
- Christiane Ribes : Lisa
- Marcel Pérès : le domestique de Virine
- Gina Manès : Olga
- Jean Sinoël : le docteur
- René Dary : le capitaine
- Paul Amiot : le commissaire
- Jean Clarieux : l'ordonnance
- Georges Paulais : le marchand
- Palmyre Levasseur : la nurse
- Hugues de Bagratide : le consommateur
- Jean Claudio : le garçon
- Pierre Labry : le palefrenier
- Nicolas Rimsky